# Nemanja Tubić
Pour les articles homonymes, voir Tubić.
Nemanja Tubić, né le 8 avril 1984 à Belgrade, est un footballeur serbe évoluant actuellement au poste de défenseur.

## Biographie
Nemanja Tubić joue 10 matchs en Ligue Europa avec le club ukrainien du Karpaty Lviv lors de la saison 2010-2011.
Il débute en Ligue des champions lors de la saison 2014-2015 avec l'équipe du BATE Borisov.

## Statistiques
| Équipe            | Pays                   | Division             | Saison  | Apparitions | Buts |
| ----------------- | ---------------------- | -------------------- | ------- | ----------- | ---- |
| Čukarički Stankom |                        | D1                   | 2004-05 | 6           | 0    |
| Čukarički Stankom | D2                     | 2005-06              | 0       | 0           |      |
| Čukarički Stankom | D2                     | Drapeau de la Serbie | 2006-07 | 32          | 1    |
| Čukarički Stankom | D1                     | Drapeau de la Serbie | 2007-08 | 13          | 1    |
| KRC Genk          | Drapeau de la Belgique | D1                   | 2007-08 | 6           | 0    |
| Karpaty Lviv      | Drapeau de l'Ukraine   | D1                   | 2008-09 | 13          | 0    |
| Karpaty Lviv      | Drapeau de l'Ukraine   | D1                   | 2009-10 | 23          | 1    |
| Karpaty Lviv      | Drapeau de l'Ukraine   | D1                   | 2010-11 | 14          | 0    |
| FK Krasnodar      | Drapeau de la Russie   | D1                   | 2011–12 | 35          | 1    |
| FK Krasnodar      | Drapeau de la Russie   | D1                   | 2012-13 | 16          | 0    |
| FK Krasnodar      | Drapeau de la Russie   | D1                   | 2013-14 | 9           | 0    |
| BATE Borisov      |                        | D1                   | 2014-15 | 14          | 0    |
| Total             | Total                  | Total                | Total   | 181         | 4    |